# HD 132406 b
HD 132406 b (بالإنجليزية: HD 132406 b)‏ الذي يرمز له بالرمز HD 132406b، هو كوكب خارج المجموعة الشمسية، في كوكبة العواء، يتبع HD 132406 ‏.

## الاكتشاف
اكتشف في 2007.